# Schmutziges Geld
Song. Die Liebe eines armen Menschenkindes (Arbeitstitel: Schmutziges Geld) ist ein deutsch-britischer Spielfilm von Richard Eichberg aus dem Jahre 1928 nach der Novelle „Schmutziges Geld“ von Karl Gustav Vollmoeller.

## Handlung
Nachdem er für seine Geliebte Gloria einen Mord begangen hat, ist der berühmte Maler Jack gezwungen unterzutauchen. Im Hafenviertel rettet er die junge  Malaysierin Song vor zwei zudringlichen Matrosen. Sie liebt ihn dafür, und gemeinsam treten Song und Jack im Tingeltangel des Hafens auf, er als Messerwerfer, sie als Tänzerin. Als der Manager des Lokals ein Auge auf Song wirft und auch Gloria, nach der Jack immer noch verrückt ist, erneut in Erscheinung tritt, nimmt das Verhängnis seinen Lauf. Um Geld für Gloria zu beschaffen und sie so zurückzugewinnen, macht Jack bei einem Überfall auf einen Geldtransport mit. Der Überfall scheitert, Jacks Augen werden verletzt. Song versucht, von Gloria Geld zu bekommen, um eine Augenoperation für Jack zu bezahlen. Gloria weist Song ab, aber Song gaukelt dem erblindeten Jack in Glorias Kleidern vor, seine ehemalige Geliebte würde ihn unterstützen. Um Geld für die Operation aufzutreiben, beginnt sie sogar zu stehlen. Schließlich findet Jack alles heraus, und Song, die als Tänzerin inzwischen die Sensation der Stadt ist, stirbt bei einem Auftritt zwischen den scharfgeschliffenen Messern.

## Produktion
Der Film wurde in Berlin mit einer deutschen Crew und – mit Ausnahme von Wong – deutschen Besetzung gedreht. Die Koproduktionsfirma British International Pictures half bei der Finanzierung und übernahm einen Teil der Kinoauswertung.
Der Hauptdarstellerin Anna May Wong, die im damals von Rassismus geprägten Hollywood auf stereotype Chinesenrollen festgelegt war, bot sich in diesem Film die Möglichkeit, mit der ganzen Bandbreite ihrer schauspielerischen Ausdrucksmittel eine Asiatin zu verkörpern, die nicht in jeder Hinsicht den gängigen Klischees entsprach. Sie erhielt die Rolle dank dem Einfluss Karl Gustav Vollmoellers. Song wurde infolgedessen ein großer kommerzieller Erfolg, der seinen Produzenten und Regisseur ermutigte, mit Wong anschließend noch zwei weitere Filme zu drehen: Großstadtschmetterling und Hai-Tang. Der Weg zur Schande.

## Vermarktung
In Großbritannien lief der Film unter dem Titel Show Life, Wasted Love sowie Ange maudit (in Frankreich) und erlebte seine Uraufführung am 21. August 1928 am Kurfürstendamm in Berlin. Die Süd-Film AG übernahm die Kinoauswertung in Deutschland.
Eine Kopie des Films befindet sich heute im Besitz des National Film Archive des British Film Institute. Im National Film and Sound Archive of Australia befindet sich eine weitere Filmkopie.
Song wurde im Rahmen des Förderprogramm Filmerbe vom Filmmuseum Düsseldorf aufwendig restauriert. Für die Restauration zeichnete  Andreas Thein, Leiter der Sammlung und Restaurierung im Filmmuseum Düsseldorf verantwortlich. Die technische Umsetzung erfolgte durch Omnimago. Die restaurierte Fassung wurde  am 9. Oktober 2024 beim renommierten Stummfilmfestival Le Giornate del Cinema Muto im italienischen Pordenone uraufgeführt.